# علی میرزایی فلاح‌آبادی
علی میرزایی فلاح‌آبادی ،زادهٔ ۱۳۳۵ در صومعه‌سرا( در آن زمان شهرستان صومعه سرا جزو شهرستان فومن بوده است) درگذشت آبان ۱۳۹۸، َنمایندهٔ حوزهٔ انتخابیهٔ فومن و شفت در دورهٔ هشتم مجلس شورای اسلامی بوده‌است.